# YPT-10教練機
維維爾 YPT-10（英語：Verville YPT-10）是一款由阿爾弗雷德·V·維維爾設計，並由維維爾飛機公司生產的初級教練機，同時還有一款民用版本維維爾运动教练机AT（英語：Verville Sport Trainer AT）。

而該機隨後被懷特飛機公司（英語：White Aircraft Company）收購。

## 發展

### 軍用版本
美國陸軍航空兵團購買了4架YPT-10，並測試了5種不同的發動機版本，最終命名為YPT-10至YPT-10D。該機配備了一具165馬力的發動機，最高速度為120 mph。儘管這個速度在當時並不算快，但對於軍隊的飛行訓練來說已經足夠。

### 民用版本

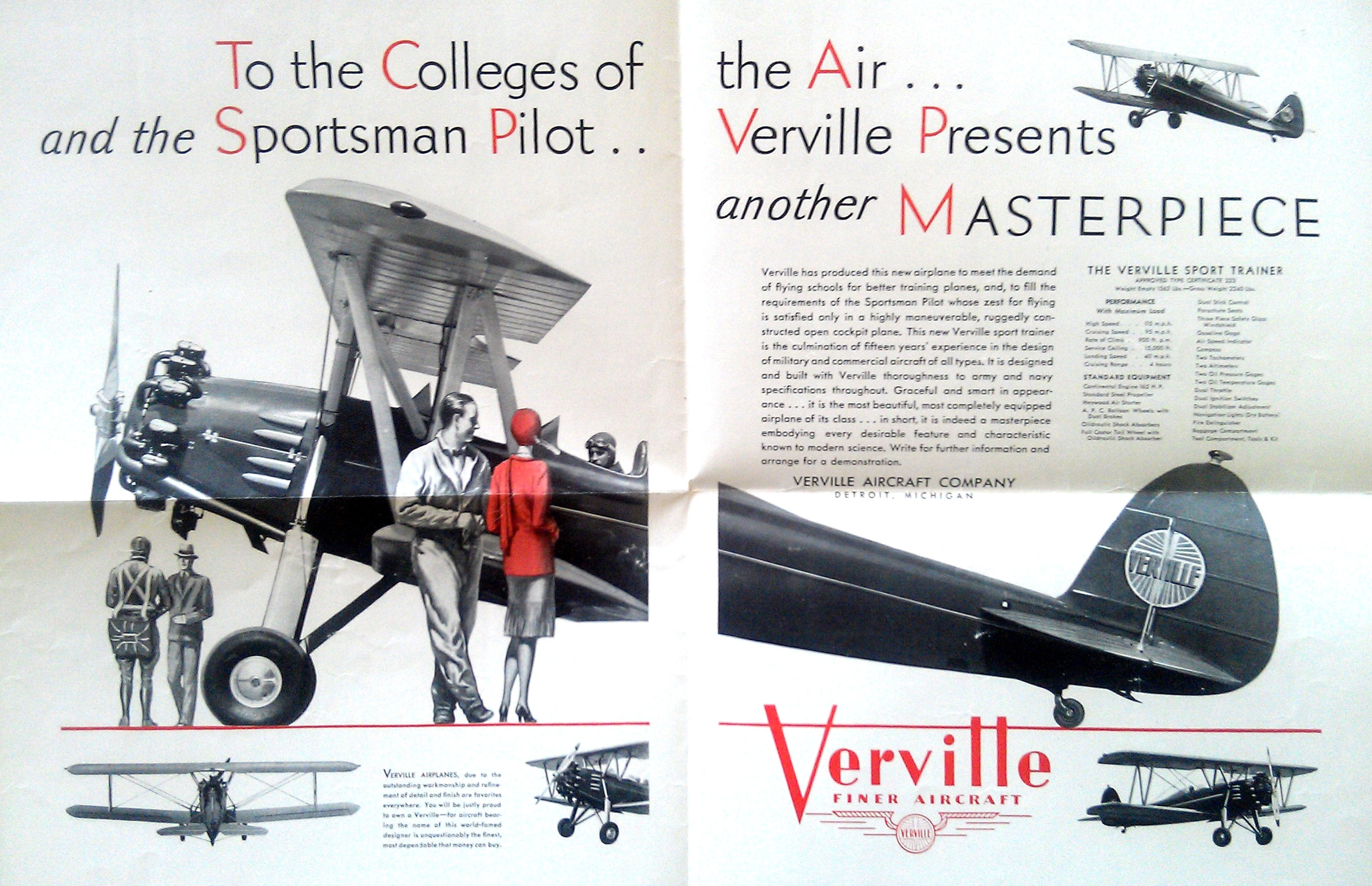
Verville Sport Trainer AT的廣告

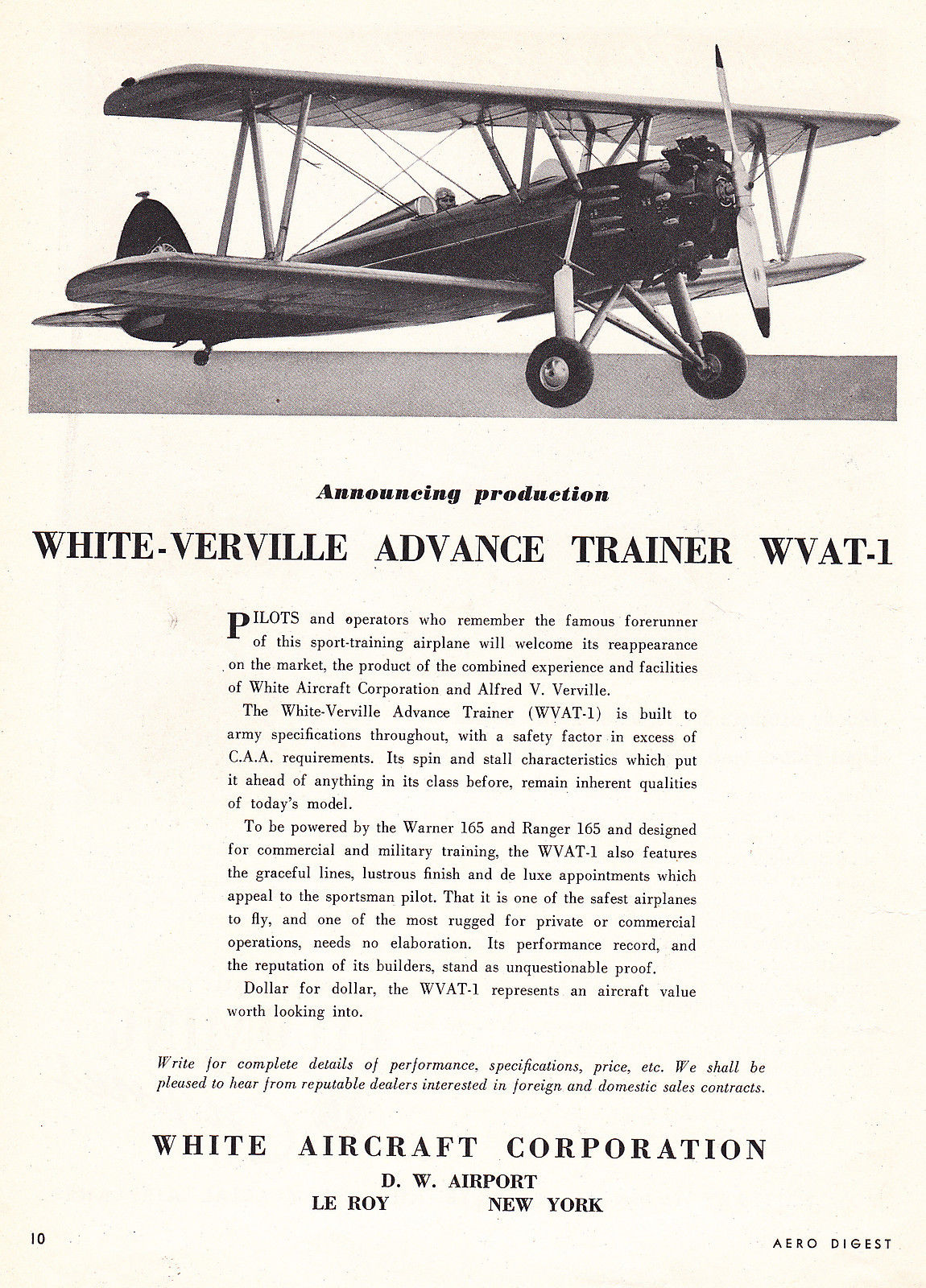
1939年的懷特-維維爾先進教練機（WVAT-1)的廣告

這款飛機也被稱為「運動員（Sportsman）」，因其下翼的設計而具有出色的飛行特性和良好的穩定性。該機配有皮革內飾、電池啟動器和導航燈，售價為5,250美元。共製造了10架。序列號一號的飛機擁有者是尤金·弗朗西斯·梅（Eugene Francis May）。
1930年為美國國家航空諮詢委員會測試建造了一架AT，命名為AT-4。該機改進了寬起落架，並添加了浮筒配件（然而不確定是否有使用過）。飛機顏色為藍色機身、銀色機翼和黃色條紋。特別設備包括：具有結構承重功能的EDO浮筒配件和鋼製翼間支柱。1931年1月31日，測試飛行員盧·邁斯特（Lou Meister）在飛機進入無法恢復的旋轉後跳傘，然因降落傘未能完全展開而不幸遇難。
在私人使用上，維維爾於1931年為位於賓夕法尼亞州威廉斯波特的萊康明公司改裝了一架AT，並命名為LT Sportsman（LT运动员）。該機型配備了一具210 hp的萊康明R-680發動機。而派克的創始人喬治·沙福·派克的兒子肯尼斯·派克也擁有一架AT。

## 外部連結
- Aviation Enthusiast Corner